# أبو سعد الهروي
أبو سعد محمد بن نصر بن منصور الهروي (458 - 518 هـ / 1066 - 1124م) أحد مشاهير الفقهاء وسادة الكبراء، وكان من قرية من قرى هراة، وكان يلقب بزين الإسلام.
كان في صباه يؤدب الصبيان، وكان في بداية أمره وراقاً في بعض المدارس، ثم ترقت حاله وبلغ ما بلغ، وكان من دهاة العالم، وترسل من الديوان العزيز إلى الملوك وبعد صيته وعظمت رتبته.
اشتهر بحشد الناس لاستنجاد القدس لدى الخليفة أحمد المستظهر بالله العباسي عندما وقعَت في بد الفرنجة، في الحملة الصليبية، كونه قاضي دمشق.  